# Estaimpuis
Estaimpuis (Nederlands: Steenput) is een dorp en gemeente in de Belgische provincie Henegouwen. De gemeente telt ruim 10.000 inwoners. De landelijke gemeente ligt in het westen van de provincie, tegen de grens met Frankrijk en de grootstedelijke agglomeratie rond de Franse stad Rijsel. Door de gemeente loopt het Spierekanaal, net naast het riviertje de Grote Spiere dat is rechtgetrokken.

## Naam
De Franse naam Estaimpuis van dit plaatsje is een fonetische nabootsing van het woord Steenput. Deze Nederlandstalige naam is de oorspronkelijke naam van dit plaatsje dat, samen met de omliggende dorpen, behoorde tot het Nederlandse taalgebied.

## Kernen
De fusiegemeente telt zeven deelgemeentes. Estaimpuis zelf, Leers-Nord en Néchin liggen tegen de Franse grens, net buiten de grootstedelijke agglomeratie van Rijsel. De bebouwing van Leers-Nord is vergroeid met die van de gemeente Leers in Frankrijk.

### Kaart

Estaimpuis, deelgemeenten en buurgemeenten. De gele gebieden zijn bebouwde kernen.

### Deelgemeenten
|   | Naam              | Opp. (km²) | Inwoners (2020) | Inwoners per km² | NIS-code |
| - | ----------------- | ---------- | --------------- | ---------------- | -------- |
| 1 | Estaimpuis (I)    | 3,30       | 2.786           | 845              | 57027A   |
| 2 | Évregnies (II)    | 3,74       | 1.118           | 299              | 57027B   |
| 3 | Saint-Léger (III) | 5,57       | 733             | 132              | 57027C   |
| 4 | Estaimbourg (IV)  | 4,08       | 1.548           | 379              | 57027D   |
| 5 | Bailleul (VII)    | 4,20       | 579             | 138              | 57027E   |
| 6 | Leers-Nord (V)    | 7,12       | 2.289           | 321              | 57027F   |
| 7 | Néchin (VI)       | 4,09       | 1.506           | 368              | 57027G   |

### Aangrenzende gemeenten
De gemeente Estaimpuis grenst aan de volgende gemeenten en dorpen:
| - a. Herzeeuw (stad Moeskroen) - b. Dottenijs (stad Moeskroen) - c. Spiere (gemeente Spiere-Helkijn) - d. Warcoing (gemeente Pecq) - e. Pecq (gemeente Pecq) - f. Esquelmes (gemeente Pecq) |

| - g. Ramegnies-Chin (stad Doornik) - h. Templeuve (stad Doornik) - i. Toufflers (Frankrijk) - j. Leers (Frankrijk) - k. Wattrelos (Frankrijk) |

## Demografische ontwikkeling

### Demografische ontwikkeling voor de fusie
- Bron:NIS - Opm:1831 t/m 1970=volkstellingen; 1976= inwoneraantal op 31 december

### Demografische ontwikkeling van de fusiegemeente
Alle historische gegevens hebben betrekking op de huidige gemeente, inclusief deelgemeenten, zoals ontstaan na de fusie van 1 januari 1977.
- Bronnen:NIS, Opm:1831 tot en met 1981=volkstellingen; 1990 en later= inwonertal op 1 januari

| Inwoners van jaar tot jaar op 1 januari 1992 tot heden | Inwoners van jaar tot jaar op 1 januari 1992 tot heden | Inwoners van jaar tot jaar op 1 januari 1992 tot heden |
| jaar                                                   | Aantal                                                 | Evolutie: 1992=index 100                               |
| ------------------------------------------------------ | ------------------------------------------------------ | ------------------------------------------------------ |
| 1992                                                   | 9.523                                                  | 100,0                                                  |
| 1993                                                   | 9.458                                                  | 99,3                                                   |
| 1994                                                   | 9.406                                                  | 98,8                                                   |
| 1995                                                   | 9.491                                                  | 99,7                                                   |
| 1996                                                   | 9.528                                                  | 100,1                                                  |
| 1997                                                   | 9.511                                                  | 99,9                                                   |
| 1998                                                   | 9.545                                                  | 100,2                                                  |
| 1999                                                   | 9.595                                                  | 100,8                                                  |
| 2000                                                   | 9.538                                                  | 100,2                                                  |
| 2001                                                   | 9.598                                                  | 100,8                                                  |
| 2002                                                   | 9.650                                                  | 101,3                                                  |
| 2003                                                   | 9.546                                                  | 100,2                                                  |
| 2004                                                   | 9.547                                                  | 100,3                                                  |
| 2005                                                   | 9.579                                                  | 100,6                                                  |
| 2006                                                   | 9.643                                                  | 101,3                                                  |
| 2007                                                   | 9.781                                                  | 102,7                                                  |
| 2008                                                   | 9.867                                                  | 103,6                                                  |
| 2009                                                   | 9.998                                                  | 105,0                                                  |
| 2010                                                   | 10.097                                                 | 106,0                                                  |
| 2011                                                   | 10.028                                                 | 105,3                                                  |
| 2012                                                   | 10.066                                                 | 105,7                                                  |
| 2013                                                   | 10.106                                                 | 106,1                                                  |
| 2014                                                   | 10.098                                                 | 106,0                                                  |
| 2015                                                   | 10.228                                                 | 107,4                                                  |
| 2016                                                   | 10.255                                                 | 107,7                                                  |
| 2017                                                   | 10.333                                                 | 108,5                                                  |
| 2018                                                   | 10.424                                                 | 109,5                                                  |
| 2019                                                   | 10.478                                                 | 110,0                                                  |
| 2020                                                   | 10.566                                                 | 111,0                                                  |
| 2021                                                   | 10.546                                                 | 110,7                                                  |
| 2022                                                   | 10.654                                                 | 111,9                                                  |
| 2023                                                   | 10.622                                                 | 111,5                                                  |
| 2024                                                   | 10.748                                                 | 112,9                                                  |
| 2025                                                   | 10.878                                                 | 114,2                                                  |

## Bezienswaardigheden
- De Sint-Bartholomeuskerk (Église Saint-Barthélemy)

## Natuur en landschap
Estaimpuis ligt aan de spoorlijn 75A van Kortrijk naar Doornik. In het zuiden ligt het Spierekanaal en in het westen de Frans-Belgische grens. De hoogte bedraagt 17-32 meter.

## Politiek
Burgemeesters van Estaimpuis waren:
- ...-1976: Henri Losfeld
- 1977-1994: Patrick Van Honacker (PSC)
- 1995-2024: Daniel Senesael (PS)
- 2024-heden: Frédéric Di Lorenzo (PS)

### Resultaten gemeenteraadsverkiezingen sinds 1976
| Partij                                                                | 10-10-1976 | 10-10-1976 | 10-10-1982 | 10-10-1982 | 9-10-1988 | 9-10-1988 | 9-10-1994 | 9-10-1994 | 8-10-2000 | 8-10-2000 | 8-10-2006 | 8-10-2006 | 14-10-2012 | 14-10-2012 | 14-10-2018 | 14-10-2018 | 13-10-2024 | 13-10-2024 |
| Stemmen / Zetels                                                      | %          | 21         | %          | 21         | %         | 21        | %         | 21        | %         | 21        | %         | 21        | %          | 21         | %          | 21         | %          | 21         |
| --------------------------------------------------------------------- | ---------- | ---------- | ---------- | ---------- | --------- | --------- | --------- | --------- | --------- | --------- | --------- | --------- | ---------- | ---------- | ---------- | ---------- | ---------- | ---------- |
| PS1 / PS-LB2                                                          | 32,611     | 7          | 25,091     | 5          | 32,951    | 7         | 37,761    | 9         | 46,041    | 11        | 54,232    | 13        | 66,981     | 16         | 60,442     | 15         | 44,461     | 11         |
| PSC1/IC-PSC2/PSC-IC3/cdH4 / Int.Citoyens5 / Pour Vous!6/ Les Engagés7 | 47,991     | 12         | 62,471     | 15         | 52,351    | 12        | 40,962    | 10        | 34,433    | 8         | 24,914    | 5         | 19,465     | 3          | 18,126     | 3          | 22,067     | 4          |
| ECOLO                                                                 | -          |            | -          |            | -         |           | 7,39      | 0         | 9,35      | 1         | 11,49     | 2         | 13,56      | 2          | 18,58      | 3          | -          |            |
| PRL1 / UC2 / ACTION3 / MR4                                            | 12,91      | 2          | 10,751     | 1          | 14,72     | 2         | 11,793    | 2         | 10,193    | 1         | 9,362     | 1         | -          |            | -          |            | 20,864     | 4          |
| UDP                                                                   | 6,5        | 0          | -          |            | -         |           | -         |           | -         |           | -         |           | -          |            | -          |            | -          |            |
| Ouverture                                                             | -          |            | -          |            | -         |           | -         |           | -         |           | -         |           | -          |            | -          |            | 12,62      | 2          |
| Anderen(*)                                                            | -          |            | 1,69       | 0          | -         |           | 2,1       | 0         | -         |           | -         |           | -          |            | 2,86       | 0          | -          |            |
| Totaal stemmen                                                        | 5705       | 5705       | 5760       | 5760       | 5700      | 5700      | 5653      | 5653      | 6327      | 6327      | 6267      | 6267      | 5902       | 5902       | 5815       | 5815       | 5793       | 5793       |
| Opkomst %                                                             |            |            |            |            | 96,84     | 96,84     | 96,25     | 96,25     | 94,62     | 94,62     | 95,30     | 95,30     | 91,92      | 91,92      | 92,32      | 92,32      | 90,11      | 90,11      |
| Blanco en ongeldig %                                                  | 3,24       | 3,24       | 4,57       | 4,57       | 5         | 5         | 4,72      | 4,72      | 6,89      | 6,89      | 5,58      | 5,58      | 6,68       | 6,68       | 7,27       | 7,27       | 7,13       | 7,13       |

Het aantal zetels van de bestuursmeerderheid wordt vet aangegeven. De grootste partij staat in kleur.
(*) 1982: DCL (1,69%) / 1994: AGIR (2,1%) / 2018: PP (2,86%)

## Sport
Voetbalclub RRC Estaimpuis is aangesloten bij de KBVB. De club speelde enkele jaren in de nationale reeksen.

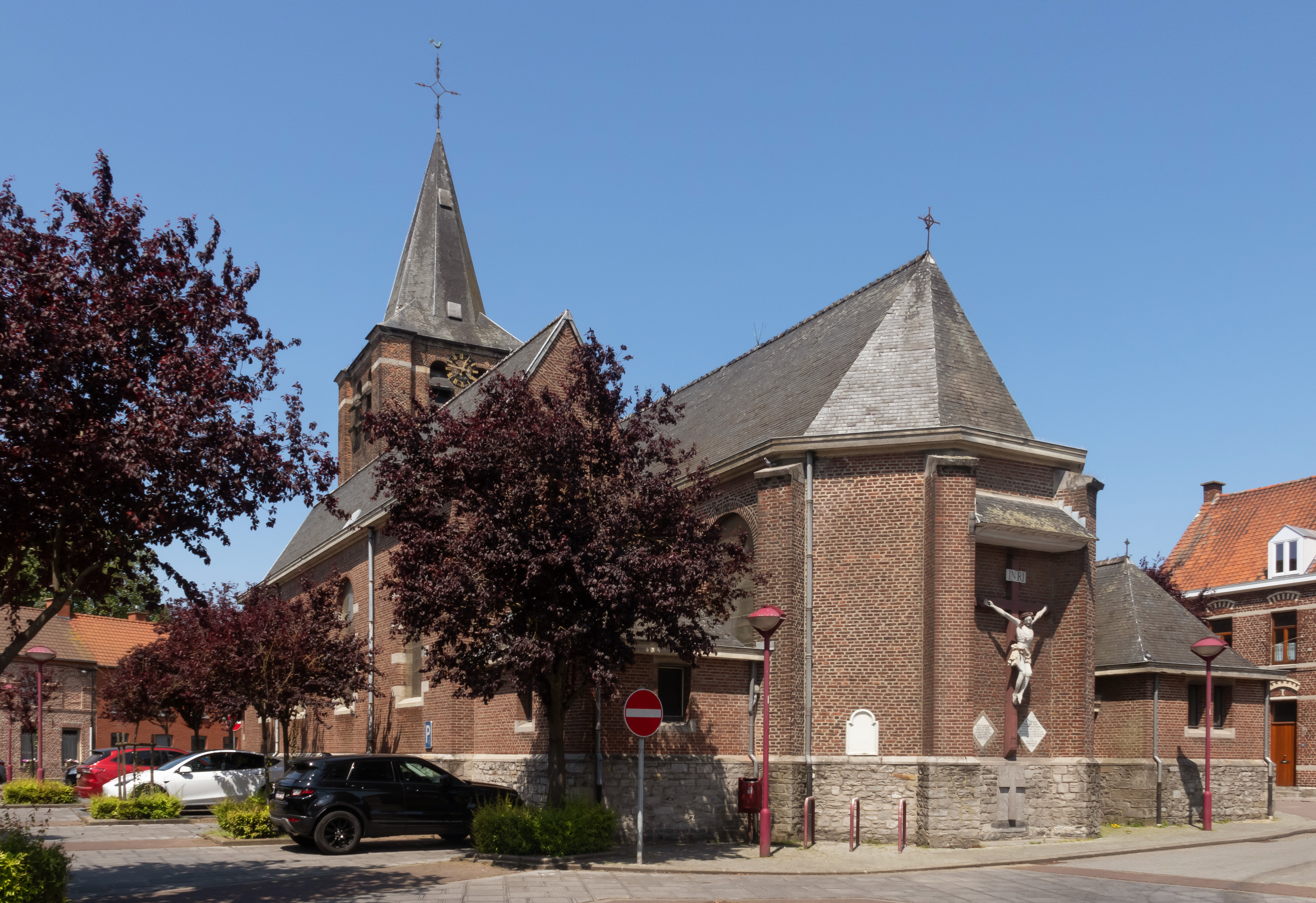
Kerk: l'église Saint-Barthélemy

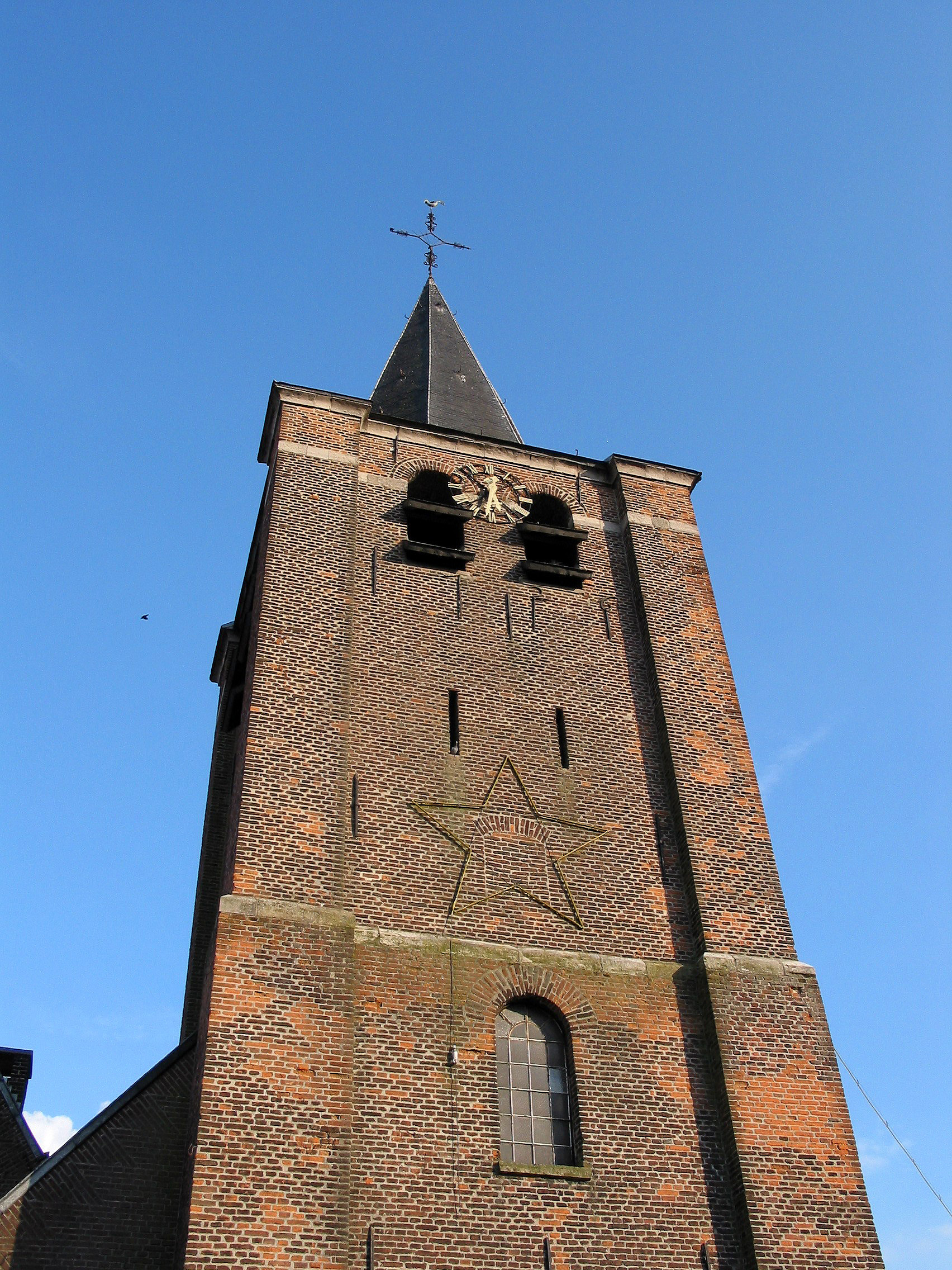
De Sint-Bartholomeuskerk van Estaimpuis

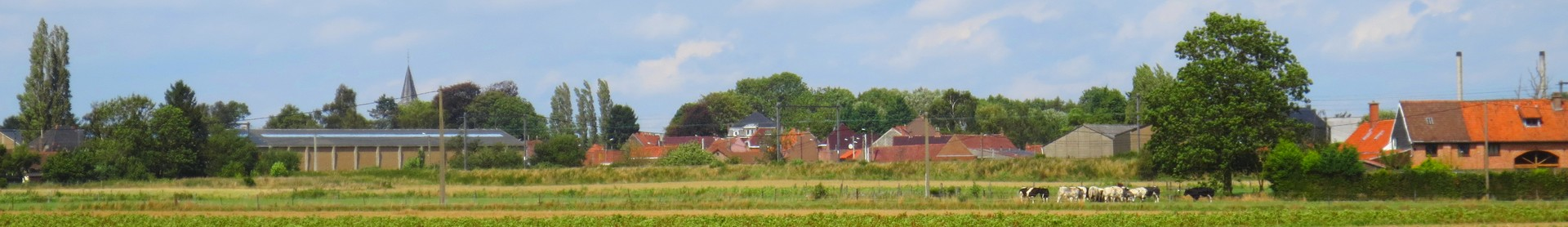
Panoramafoto van Estaimpuis

## Nabijgelegen kernen
Wattrelos, Leers-Nord, Estaimbourg, Évregnies, Herseaux, Leers